# Jon Ekeland
Jon Ekeland, född 21 juli 1917 i Eidsvoll, död 1986, var en norsk skulptör.
Han var son till Oscar W. Olsen och Kathrine Braaten. Ekeland studerade konst vid Statens håndverks- og kunstindustriskole 1934–1935 och för Per Palle Storm vid Statens Kunstakademi i Oslo 1950–1952. Han medverkade i Statens årlige Kunstutstilling från 1940 och medverkade där sista gången 1961 och i Nordisk Kunstforbunds utställning i Oslo samt Ung Norsk Kunst i Köpenhamn 1946, skulpturutställningen på Kunstnernes Hus i Oslo 1950 samt utställningen 14 malere og 6 billedhogger med Oslo kunstforening 1951. Separat ställde han bland annat ut på Kunstnerforbundet i Oslo 1952. Hans konst består av reliefer och mindre statyetter utförda i kalksten, granit, teak, brons, koppar, tenn och cement. Ekeland är representerad vid bland annat Nasjonalgalleriet, Oslo kommuns konstsamlingar och Eidsvoll kommune.